# Jules Vernes bibliografi
Denne bibliografi er ikke udtømmende. Jules Verne har desuden skrevet flere skuespil, og mange af hans bøger er sat op på teater og mange bøger er blevet filmatiseret.
- Lez Premiers Navires de la Marine mexicaine (novelle), 1851 (dansk: Den første mexikanske flåde, 2002).
- Martin Paz (novelle), 1852 (dansk: Martin Paz, 2002).
- Maître Zacharius ou l´horloger qui a perdu son âme (novelle), 1854 (dansk: Mester Zacharius, 1875).
- Un Hivernage dans les Glaces, (novelle) 1855 (dansk: En overvintring i isen, 1876).
- Voyage en ballon (novelle), 1856 (dansk: Et drama i luften, 1876)
- Cinq semaines en ballon, 1863 (dansk: Fem uger i ballon, 1874).
- Voyage au centre de la terre, 1864 (dansk: Rejsen til Jordens indre, 1898).
- De la terre à la lune, 1865 (dansk: Fra jorden til månen, 1876).
- Les Forceurs de Blocus (novelle), 1865 (dansk: Blokadebryderne, 1876).
- Les aventures du Capitaine Hatteras, 1866 (dansk: Kaptajn Hatteras eventyr på en nordpolsekspedition, 1875).
- Les enfants du capitaine Grant, 1868 (dansk: Kaptajn Grants børn, 1879).
- Autour de la lune, 1870 (dansk: Omkring månen, 1876).
- Vingt mille lieues sous les mers, 1870 (dansk: En verdensomsejling under havet, 1872).
- Une ville flottante, 1871 (dansk: En svømmende by, 1876).
- Aventures de trois Russes et de trois Anglais dans l'Afrique australe, 1872 (dansk: På opmåling i Sydafrika, 1878).
- Une Fantaisie du Docteur Ox, 1872 (dansk: Doktor Ox, 1876).
- Le pays des fourrures, 1873 (dansk: Fra det nordligste Amerika, 1880).
- Le tour du monde en quatre-vingts jours, 1873 (dansk: Jorden rundt i 80 dage, 1873).
- Histoire des Grands Voyages et Grands Voyageurs, 1973 (norsk: De store Rejsers og de store Rejsendes Historie I-III, 1883).
- L'Ile mystérieuse, 1875 (dansk: Den hemmelighedsfulde ø, 1900).
- Le Chancellor, 1875 (dansk: De overlevende fra Chancellor, 2002).
- Michel Strogoff. Moscou – Irkoutsk, 1876 (dansk: Czarens kurer, 1877).
- Hector Servadac, 1877 (dansk: Hector Servadac, 1883).
- Les Indes Noires, 1877 (dansk: Det sorte Indien, 1879).
- Un capitaine de quinze ans, 1878 (dansk: Kaptajnen på femten år, 1880).
- Les cinq cents millions de la Bégum, 1879 (dansk: Den indiske arv, 1904).
- Les révoltés de la "Bounty" (novelle), 1879 (dansk: Mytteristerne fra Bounty, 2004).
- Les tribulations d'un chinois en Chine, 1879 (dansk: Kinfo eller En Kinesers Gjenvordigheder i Kina, 1879).
- Le maison à vapeur, 1880 (dansk: Det rullende hus, 1881).
- Le Jangada. Huit cents lienes sur l'Amazone, 1881 (dansk: Ved Amazonfloden, 1882).
- Le rayon vert. 1882 (dansk: Den grønne stråle, 2006).
- L'École des Robinsons, 1882 (dansk: Familie Journal, 1888).
- Kéraban le tetu. 1883 (dansk: Keraban Stivnakke. Rejse fra Konstantinobel til Skutari rundt om det Sorte Hav, 1884).
- Fritt-Flacc (novelle), 1884 (dansk: Doktor Hjerteløs, 1888).
- Archipel en feu, 1884 (dansk: Øhavet i flammer, 2006).
- L'étoile du sud, 1884 (dansk: Sydstjernen og Diamanternes Land, 1885).
- L’Epave du Cynthia, 1885 (tysk: Der Findling vom Wrack der Cynthia).
- Mathias Sandorf, 1885 (dansk: Mathias Sandorf I-IV, 1886-1887).
- Un billet de loterie (Le numéro 9672), 1886 (dansk: No. 9672. Fortælling fra Norge, 1888).
- Robur-le-Conquérant, 1886 (dansk: Robur, luftens erobrer, 1959).
- Le Chemin de France, 1887 (dansk: På vejen til Frankrig, 1888).
- Gil Braltar (novelle), 1887 (dansk: Gil Braltar, 1888)
- Nord contre sud, 1887 (dansk: Nord mod Syd, 1888).
- Deux ans de vacances, 1888 (dansk: To års ferie, 1889).
- La Famille sans nom, 1889 (ikke oversat til dansk).
- Sans dessus-dessous, 1889 (ikke oversat til dansk).
- César Cascabel, 1890 (ikke oversat til dansk).
- Mistress Branican, 1891 (dansk: Mistress Branican, 2005).
- Le Château des Carpathes, 1892 (dansk: Slottet i Karphaterne, 1903).
- Claudius Bombarnac, 1893 (dansk: Claudius Bombarnac, 1904).
- P'tit-bonhomme. 1893 (ikke oversat til dansk)
- Les mirifiques Aventures de Maître Antifer, 1894 (dansk: Kaptajn Peter Steens vidunderlige hændelser, 1904).
- L'île à hélice, 1895 (ikke oversat til dansk).
- Clovis Dardentor, 1896 (ikke oversat til dansk).
- Face au drapeau, 1896 (ikke oversat til dansk).
- Le Sphinx des glaces, 1897 (dansk: Is-Sfinksen, 1903).
- Le superbe Orénoque, 1898 (ikke oversat til dansk)
- Le testament d'un excentrique, 1899 (ikke oversat til dansk).
- Seconde patrie, 1900 (ikke oversat til dansk).
- Le Village aérien, 1901 (dansk: Byen i luften, 1902).
- Les Histoires de Jean-Marie Cabidoulin, 1901 (ikke oversat til dansk).
- Les Frères Kip, 1902 (ikke oversat til dansk).
- Bourses de voyage, 1903 (ikke oversat til dansk).
- Le Maître du monde, 1904 (dansk: Verdens behersker, ca. 1970).
- Un drame en Livonie, 1904 (dansk: Et drama i Lifland, 1911).
- L'Invasion de la mer. 1905 (ikke oversat til dansk).
- Le Phare du bout du monde, 1905 (dansk: Fyrtårnet ved Verdens Ende, 1907).
- Le Volcan d'or, 1906 (ikke oversat til dansk).
- L'Agence Thompson and C°, 1907 (deutsch: Reisebüro Thompson & Co.).
- Le Pilote du Danube, 1908 (dansk: Den skønne, gule Donau, 2002).
- La chasse au météore, 1908 (ikke oversat til dansk).
- Les Naufragés du Jonathan, 1909 (ikke oversat til dansk).
- L'étonnante aventure de la Mission Barsac, 1920 (ikke oversat til dansk).
- Paris au 20e siécle, skrevet 1863, udgivet 1994 (dansk: Paris i det 20. århundrede, 1995).